# Бабстово
Бабсто́во — село в Ленинском районе Еврейской автономной области. Является административным центром Бабстовского сельского поселения, Ленинского муниципального района. Находится на Дальнем Востоке Российской Федерации.

## География
Село расположено на юго-западных предгорьях  Большие Чурки, в правобережье реки Вертопрашиха, в 22 км к северо-западу от районного центра села Ленинское, и в 80 км к юго-западу от города Биробиджан.
Вблизи села проходит ж/д ветка Биробиджан I — Нижнеленинское (строится продолжение в город Тунцзян КНР). Железнодорожная станция Бабстово расположена в 3 км к западу от административного центра села.
По окраине села проходит автомобильная дорога Унгун (Р456) — Ленинск (Р455). Расстояние до города Биробиджан по автодороге — 107 км (через село Лазарево, и село Бирофельд), расстояние до города Хабаровск — 289 км (через город Биробиджан).

## История
Село основано в 1863 году.
Исходя из сравнения слоёв старых географических карт и исторических данных, в начале 1863 года Амурскими казаками 1-й роты Амурского пешего казачьего батальона (Амурское казачье войско) Михайло-Семёновского станичного округа был основан выселок (станица) Ключевской(ая), в 1860 г. получивший название хутор Бабстовский или Бабста. В 1865 году был перенесён от речки (старое название утеряно) на место основанной в царское время почтово-телеграфной станции Солонечная или Солнечная (см. карту земель Амурского казачьего войска 1914 г.), позднее переименованной в село Бабстово. Оно названо по фамилии батальонного командира — полковника (есаула) Бабста.
Бабстово — посёлок Михайло-Семеновского станичного округа в 695 верстах ниже Благовещенска и в 25 верстах от берега Амура, в гористой местности при речке Бабстовой. В 1870 году в посёлке было 20 дворов и жителей, 117 душ обоего пола, а к 1 января 1891 г. в нём состояли: часовня, школа, запасный магазин, домов 52, жителей 348 душ обоего пола, обработанной земли 450 десятин и лошадей и рогатого скота 750 голов. Главные занятия жителей: земледелие и звериный промысел.
Информация из других источников: Бабстовский посёлок расположен совершенно в стороне от Амура, в 23 верстах от окружной станицы (Михайло-Семеновское), у подошвы горы, заселён в 1863 г. переселенцами из станицы Михайло-Семеновской и Кукелевского посёлка. Дворов в нём 55, часовня, школа с 28 учащимися, водяная и ветряная мельницы. Жителей — 382 (199 м п.), казаков. Земли в отводе 5600 дес. Из них усадебной с выгонами — 543, покосов — 704, пашни — 400 дес. Под посевами ярицы — 94, яровой пшеницы — 90, ячменя — 5, гречихи — 64 дес. Скота казаки держат: лошадей рабочих — 275, рогатого — 710 (в том числе 350 коров), свиней — 254, овец — 158, коз — 14. На Бабстовской речке — заимка Вертопрахова из 1 двора и 3 душ м. п. Она возникла в 1893 г. В 1927 г. — 133 хозяйства, 932 жителя, в 1939 г. — 48 хозяйств, в 1964 г. — 1917 жителей, в 1991 г. — 706 хозяйство, 2776 жителей.
Не обошли стороной село Бабстово сталинские репрессии 30-х годов прошлого века, жители села выселялись в спец. поселения, отбывали тюремные сроки. Некоторые были приговорены к высшей мере наказания.
В 1935—1945 в селе размещалось управление и воинские части 34-й стрелковой Средне-Волжской дивизии им. Валериана Куйбышева Особой Краснознамённой Дальневосточной Армии — 100-й стрелковый полк, 34-й артиллерийский полк.
В сороковые годы в с.Бабстово располагался 309-й военный госпиталь.
В 1930—1950 гг. на полевом аэродроме с.Бабстово дислоцировалась 254-я авиационная дивизия, в 1945 г. принимала участие в боях с Квантунской армией.
В августе 1945 года в с. Бабстово размещалась оперативная группа штаба 10-й воздушной армии с задачей — во время проведения Сунгарийской операции, обеспечить прикрытие сосредоточения соединений и частей 2-го Дальневосточного фронта ОКДА для удара по частям Квантунской Армии, поддержки высадки десанта кораблями Амурской военной флотилии в городе Фуюань, c последующей поддержкой наступающих подразделения и частей Красной Армии в глубь территории Китая.
Службу в с. Бабстово описал в своей книге «Миги против Сейбров» лётчик дивизии Герой Советского Союза полковник Пепеляев Евгений Георгиевич.
С 1960 по 2013 г. в с. Бабстово работал Биробиджанский сельскохозяйственный техникум, учащиеся обучались профессиям механика, бухгалтера, агронома, ветеринара, менеджера. Выпускники техникума и сейчас трудятся во всех сферах хозяйственного и административного управления.
До начала 1990 г. в селе действовал грунтовый аэропорт Бабстово (грунтовая взлётно-посадочная полоса), рейсы самолётами Ан-2 осуществлялись в Хабаровск (аэропорт МВЛ), Биробиджан (аэропорт «Жёлтый Яр») и село Амурзет.

## Население
| 1869  | 1879  | 1891  | 1894  | 1917  | 1918 | 1924 | 1926 | 1964  |
| ----- | ----- | ----- | ----- | ----- | ---- | ---- | ---- | ----- |
| 117   | ↗283  | ↗348  | ↗382  | ↗831  | ↗900 | ↗923 | ↗932 | ↗1917 |
| 1991  | 1992  | 2002  | 2010  | 2021  |      |      |      |       |
| ↗2776 | ↗2800 | ↗3804 | ↗4465 | ↘4024 |      |      |      |       |

## Инфраструктура
В селе одна школа, два детских сада, муниципальный и ведомственный (МО РФ). На центральной площади — сквер с памятником односельчанам, погибшим на фронтах Великой Отечественной войны, Дом культуры.
Работают предприятия малого и среднего бизнеса.
Медицинская помощь  осуществляется на базе врачебной амбулатории, постоянные специалисты — участковый врач-терапевт, педиатр, акушер. Раз в неделю приём осуществляет гинеколог и невролог.
На базе амбулатории действует подстанция скорой медицинской помощи.
Сотовая связь представлена операторами — Теле2, Мегафон, Билайн, МТС.

## Транспорт
Автобусное сообщение с областным центром г. Биробиджан, два раза в сутки по расписанию. Ежедневно проходит междугородний автобус сообщением с. Ленинское — г. Хабаровск — с. Ленинское.
Услуги такси.

## Сельское хозяйство
Сельскохозяйственные угодья бывших совхозов Бабстовский и Горненский, находящиеся вблизи сёл Горное, Целинное и Октябрьское. Обработку пахотных земель осуществляют граждане Китайской Народной Республики. Основная возделываемая культура — соя.

## Известные личности, связанные с селом
- Александр Винников (род. в 1955) — второй губернатор Еврейской автономной области (2010—2015);
- Сталина Логошняк[укр.] (1939—2022) — советская и украинская актриса театра и кино, театральный режиссёр, Заслуженная артистка Украины (1996);
- Владимир Мащенко (1936—1998) — советский и российский актёр театра и кино, Заслуженный артист Российской Федерации (1995);
- Евгений Пепеляев (1918—2013) — Герой Советского Союза (1952). Автор книги о войне в Корее «Миги против Сейбров» (2000);
- Иосиф Рахман (1940—2013) — лауреат премии Правительства Российской Федерации в области науки и техники 1999 года, доктор экономических наук (1999), профессор, член Академии экономических наук и предпринимательской деятельности России, а также 5 других международных и российских научных организаций, Почётный строитель России (2002) и Почётный строитель города Москвы (2000)[20];
- Николай Романов (1916—1963) — Герой Советского Союза (1944);
- Георгий Ушаков (1901—1963) — выдающийся советский исследователь Арктики, первый начальник Главного управления гидрометеорологической службы при Совете Народных Комиссаров СССР (1936—1940), доктор географических наук (без защиты диссертации; 1950), автор 50 научных открытий, награждённый орденами Ленина, Трудового Красного Знамени и Красной Звезды, Почётный гражданин Еврейской автономной области (2000);
- Светлана Головина (род. в 1948 году) — российская актриса театра, кино, телевидения и озвучивания, художник-график. Заслуженная артистка РФ (1997), Народная артистка РФ (2018).